# إدوارد وستمنستر (أمير ويلز)
إدوارد وستمنستر (بالإنجليزية: Edward of Westminster) ويعرف أيضاً بدوق لانكاستر، هو الابن الوحيد للملك هنري السادس والملكة مارغريت أنجو. يعتبر إدوارد ولي العهد الوحيد لعرش إنجلترا الذي مات في المعركة، قد قتل في معركة توكسبوري عام 1471 م .